# Jean-Pierre Cantegrit
Jean-Pierre Cantegrit est un homme politique français, né à Rouffiac (Charente-Maritime) le 2 juillet 1933 et mort le 27 février 2025 à Neuilly-sur-Seine.
Gaulliste, membre de l'Union des Français de l'étranger, il est sénateur des Français établis hors de France pendant quarante ans, de 1977 à 2017.

## Biographie

### Carrière
Directeur de société de profession, il devient sénateur des Français établis hors de France pour la série B le 4 mars 1977, en remplacement de  Louis Gros, nommé membre du Conseil constitutionnel. Il est ensuite élu le 25 septembre 1983, puis réélu le 27 septembre 1992, le 23 septembre 2001 et le 25 septembre 2011.
Il a présidé également le conseil d'administration de la Caisse de sécurité sociale des Français de l'étranger (CFE) jusqu'en décembre 2015.
Il est jusqu'en décembre 2014 chargé des relations extérieures du groupe Castel, en particulier en Afrique, pour une rémunération annuelle de plus de 72 000 euros.

### Mort
Jean-Pierre Cantegrit meurt le 27 février 2025 à Neuilly-sur-Seine à l'âge de 91 ans.

## Décorations
- Chevalier de la Légion d'honneur 14 juillet 2019